# Patricia Bevilacqua
Patricia Bevilacqua (24 de março de 1965) é uma desportista brasileira que competiu em judô. Ganhou uma medalha de prata nos Jogos Panamericanos de 1991, e uma medalha de bronze no Campeonato Panamericano de Judo de 1990.
Participou nos Jogos Olímpicos de Barcelona 1992, onde finalizou na nona posição na categoria de –52 kg.Patricia Bevilacqua na Olympedia  

## Competições internacional
| Jogos Panamericanos     | Jogos Panamericanos | Jogos Panamericanos | Jogos Panamericanos |
| Ano                     | Lugar               | Medalha             | Categoria           |
| ----------------------- | ------------------- | ------------------- | ------------------- |
| 1991                    | Havana (Cuba)       | Medalha de prata    | –52 kg              |
| Campeonato Panamericano |                     |                     |                     |
| Ano                     | Lugar               | Medalha             | Categoria           |
| 1990                    | Caracas (Venezuela) | Medalha de bronze   | –52 kg              |